# 8154 Шталь
8154 Шталь (8154 Stahl) — астероїд головного поясу, відкритий 15 лютого 1988 року.
Тіссеранів параметр щодо Юпітера — 3,574.
Названо на честь Георга Ернста Шталя (нім. Georg Ernst Stahl, 1659-1734) - німецького лікаря і хіміка.